# Liga Socialista (Venezuela)
La Liga Socialista fue una organización política de izquierda revolucionaria de Venezuela, surgida a la par de la Organización de Revolucionarios (OR), para hacer trabajo de educación y organización política del pueblo. La OR fue una organización surgida de la división del Frente Guerrillero Antonio José de Sucre el cual, a su vez, fue una división del Movimiento de Izquierda Revolucionaria (MIR) en 1969. En 2007 se fusionaron en el Partido Socialista Unido de Venezuela.

## Definición ideológica e historia

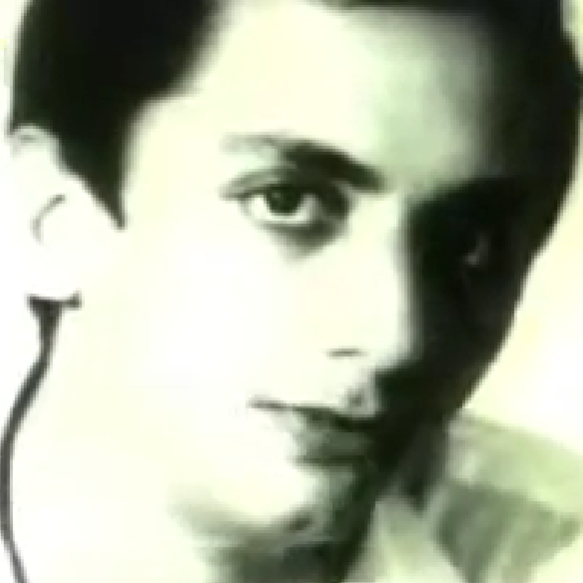
Jorge Antonio Rodríguez.

Esta organización se definió como marxista-leninista, entre sus fundadores se encuentra el dirigente Jorge Antonio Rodríguez, —asesinado por la Dirección de los Servicios de Inteligencia y Prevención en 1976 y padre de Jorge Rodríguez Gómez—  Carmelo Laborit, Julio Escalona, David Nieves, Marcos Gómez, Fernando Soto Rojas, Roberto Gómez, Orlando Yajure, Nicolás Maduro y otros. 
En 1976 participó en el secuestro de William Frank Niehous, empresario estadounidense y vicepresidente de Owens-Illinois en Venezuela, a quien acusaron de ser espía de la CIA. Niehous fue mantenido secuestrado por un período de 40 meses. 
En los años posteriores la organización se minimizó y enfocó su accionar en las actividades políticas de masas, disminuyendo hasta desaparecer sus actividades clandestinas. La Liga Socialista era partidaria de las corrientes marxista-leninistas dentro del pensamiento de izquierda, no obstante, gran parte de su accionar político se desarrolló entre el estudiantado universitario, donde llegó a acumular gran fortaleza. Allí actuó durante mucho tiempo a través de una fachada conocida como MEUP —Movimiento Estudiantil de Unidad Popular—, también durante un tiempo fundó movimientos de apariencia independiente. 
En los comicios presidenciales de 1978 postuló a David Nieves para sacarlo de esa manera de la cárcel, y lo logró al salir electo como diputado al Congreso Nacional. Participó a las elecciones presidenciales de 1983 apoyó junto con el MEP, el PCV y el partido Nueva Alternativa la candidatura de José Vicente Rangel. 
En 1998, apoyó a la coalición del Polo Patriótico en respaldo a la candidatura a la presidencia de Hugo Chávez Frías. Este partido apoyó a la Administración del presidente venezolano Hugo Chávez y durante los meses de diciembre de 2006 y principios de 2007 se encontraba en proceso de disolución para unificarse con el Partido Socialista Unido de Venezuela (PSUV) impulsado por Chávez.
Su logo fue creado por un reconocido luchador político, conocido por su seudónimo como el «Ovni».[cita requerida]

## Votaciones obtenidas por la Liga Socialista

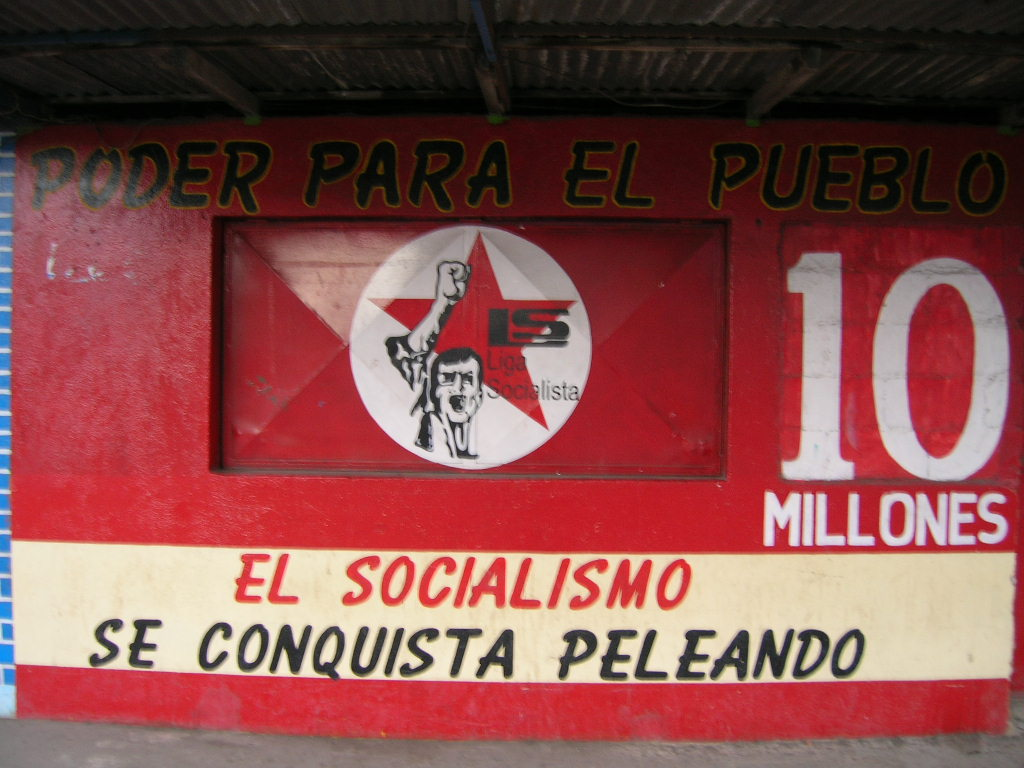
Fachada de una casa del partido venezolano Liga Socialista (LS), en Barcelona, estado Anzoátegui.

Cronológicamente hablando, sus resultados han sido los siguientes:
- Presidenciales 1978: Sólo participó para cuerpos deliberantes, y logró 30.191 votos obteniendo un diputado por cociente: David Nieves.

- Municipales de 1979: 30.857 votos. 0.70%

- Presidenciales 1983: 24.892 votos para el candidato José Vicente Rangel, y 59.207 votos (0.91%) para cuerpos legislativos, siendo David Nieves reelecto.

- Municipales 1984: 22.949 votos. Logró un concejal en alianza con Nueva Alternativa en el Distrito Jiménez del estado Lara: Gonzalo Valles.

- Presidenciales 1988: La Liga Socialista crea el Frente Electoral Revolucionario (FER), que agrupaba al Movimiento por la Democracia Popular (MDP), el Partido Socialista de los Trabajadores (PST-La Chispa) y la misma liga. Postulan a David Nieves a la presidencia obteniendo 10.073 votos presidenciales y 33.229 votos legislativos. Este resultado no alcanzó para obtener diputados.

- Presidenciales 1993: No participa con tarjeta propia. Participa a través del Movimiento por la Democracia Popular (MDP) de Gabriel Puerta Aponte. Esto no significa que la directiva de la Liga Socialista lo haya apoyado directamente. El MDP obtuvo 3.746 votos. Sin embargo la Liga Socialista presenta tarjetas propias para los cuerpos legislativos en los diversos estados.

- Presidenciales 1998: No participa con tarjeta propia. La militancia participa a través del Movimiento V República (MVR) de Hugo Chávez.

- Presidenciales 2000: No participa.

- Legislativas 2005: 12.017 votos.

- Presidenciales 2006: 58.330 votos (0,50%).

A partir del 2007 se fusiona con el Partido Socialista Unido de Venezuela.